# Jehle (Unternehmen)

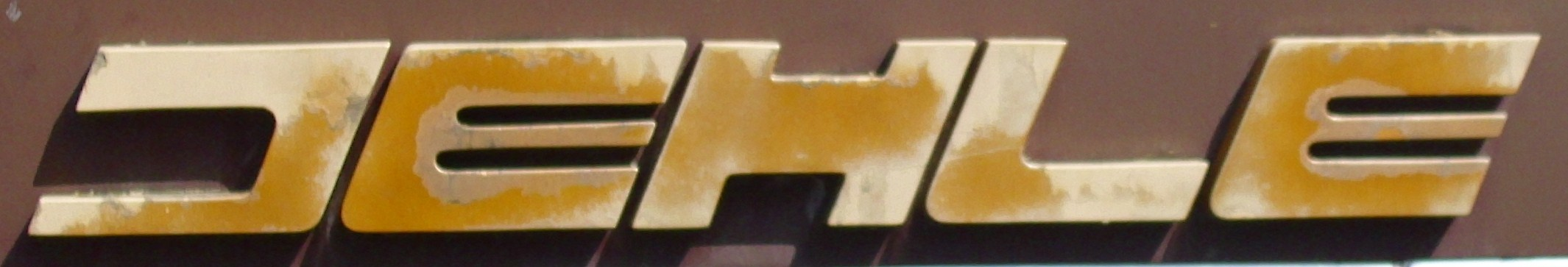
Firmenschild

Jehle ist ein Unternehmen aus Schaan in Liechtenstein. 

## Beschreibung
Gründer des Unternehmens war Xaver Jehle. Der Schwerpunkt der Unternehmenstätigkeit lag anfangs bei der Herstellung von LKW-Aufbauten, zudem entwickelte Jehle Spezialtanks und Flugpisten-Leitlichtsysteme. Seit den 1970er Jahren unterhielt Jehle eine Exklusivvertretung für De-Tomaso-Sportwagen im Nahen Osten. Aus diesem Geschäft entstand wenig später ein weiterer Geschäftszweig, der sich mit dem Karosserie- und Motortuning von De Tomaso-Modellen beschäftigte. Schliesslich stellte Jehle bis in die 1990er Jahre hinein in geringer Stückzahl auch eigene Sportwagen her, laut einer Quelle bis 1992. Weitere Geschäftszweige sind Maschinen- und Tunnelbau, sowie Renovierungen von Booten.

## Eigene Fahrzeugmodelle

### Jehle Safari

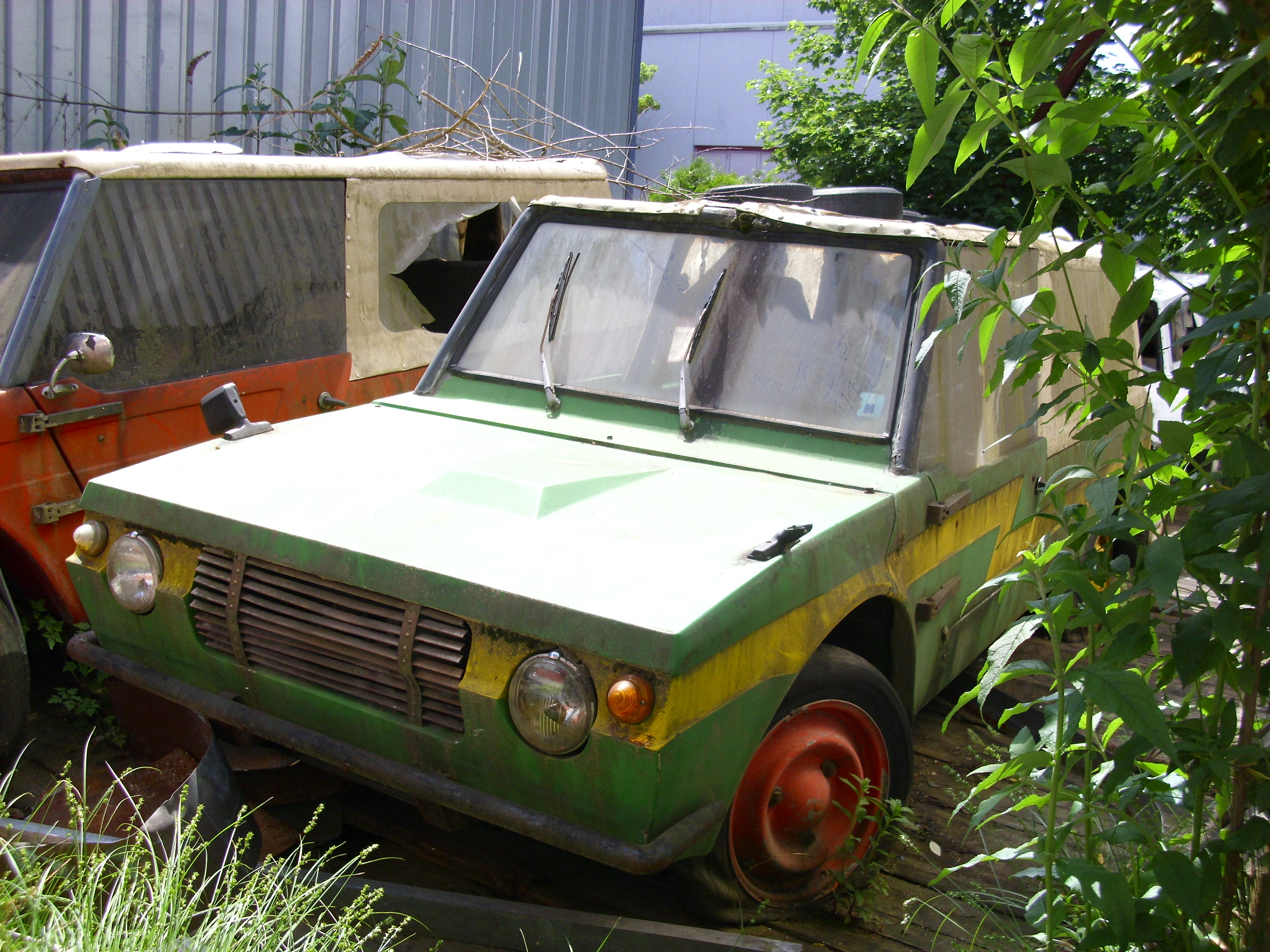
Jehle Safari

Hierbei handelte es sich um sogenannte Kit Cars auf Fahrgestellen des Citroën 2CV. Zur Auswahl standen Motoren mit 600 cm³ und 1000 cm³ Hubraum.

### Jehle Saphier
Der Saphier war ein von Jehle selbst entwickelter Sportwagen mit einer extrem keilförmigen Karosserie. Eine Besonderheit des Entwurfs war das Fehlen konventioneller Türen. Als Einstieg diente stattdessen eine Einheit aus Windschutzscheibe, Dach und Seitenverkleidungen, die vorne angeschlagen war und als Ganzes aufgeklappt werden konnte. Die Karosserie bestand aus Kunststoff. In der Basisversion ruhte der Saphier auf dem Fahrgestell des VW Käfer, während die stärker motorisierten Versionen ein eigenes, von Jehle konstruiertes Doppelträgerchassis aus Aluminium aufwiesen.
Der Saphier war für unterschiedliche Motorisierungen ausgelegt. In der Grundversion wurde er von einem Vierzylindermotor aus dem VW Golf angetrieben. Im Modelljahr 1984 leistete dieser Motor 75 PS, die Höchstgeschwindigkeit war mit 170 km/h angegeben, und der Verkaufspreis betrug 16'300 Schweizer Franken. Ab dem Folgejahr war ein aufgeladener Motor mit 2000 cm³ Hubraum mit 150 PS Leistung gelistet, der 230 km/h Höchstgeschwindigkeit ermöglichen sollte. Die Preise betrugen 1985 34'500 CHF und 1986 36'500 CHF. Ab 1988 war gegen Aufpreis ein V8-Motor mit 5600 cm³ Hubraum erhältlich. 1990 war für den Achtzylindermotor eine Leistung von 350 PS und für das Fahrzeug eine Höchstgeschwindigkeit von 320 km/h angegeben. Auch 1991 gab es dieses Modell noch. Daneben war 1991 der dreisitzige Super Saphier mit 500 bis 1000 PS und 400 km/h Höchstgeschwindigkeit gelistet, laut Aussage von Xaver Jehle jedoch nie gebaut.

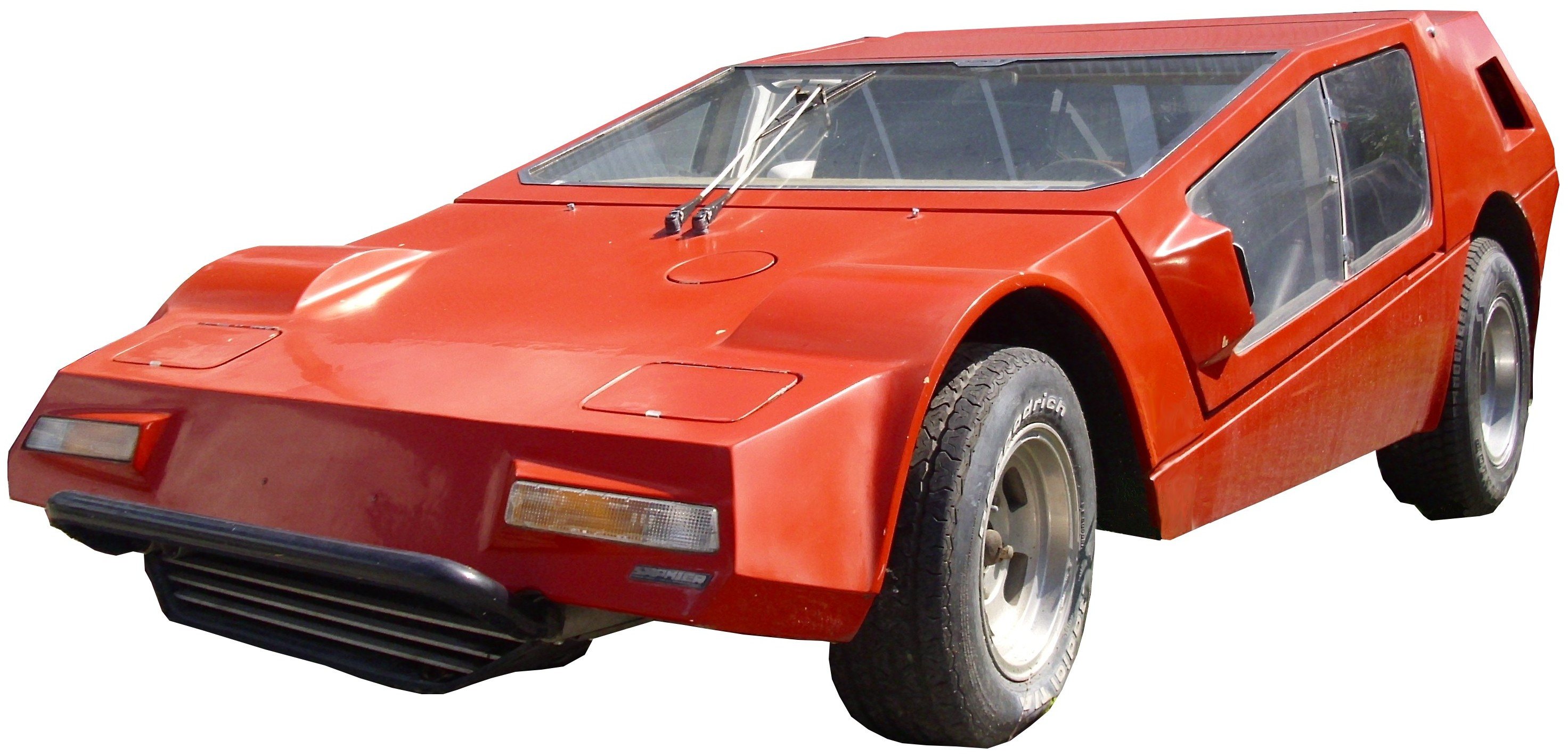
Jehle Saphier
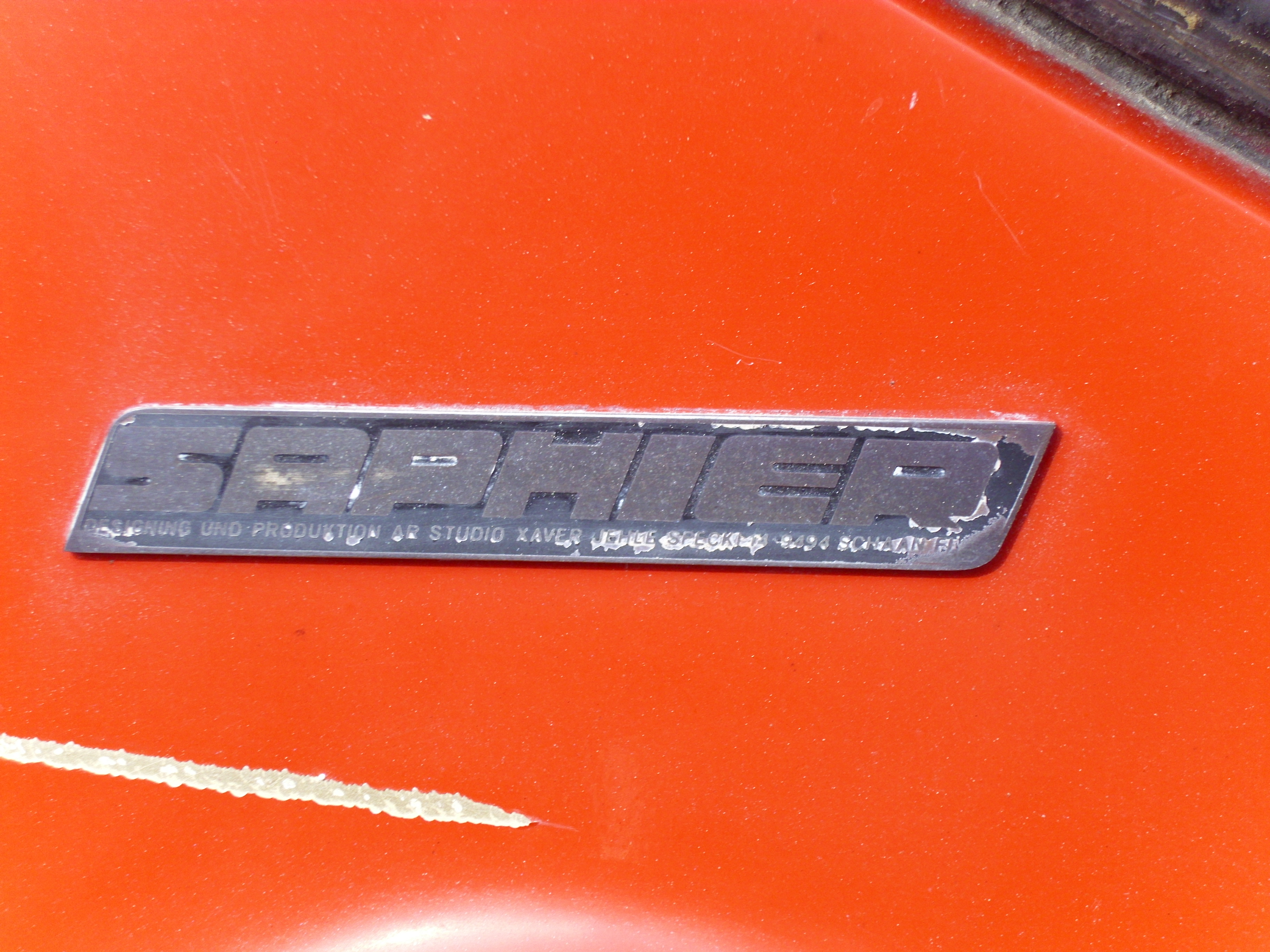
Emblem am Heck eines Saphier. Der Text unterhalb Saphier lautet: Designing und Produktion AR Studio Xaver Jehle Specki 14 9494 Schaan FL
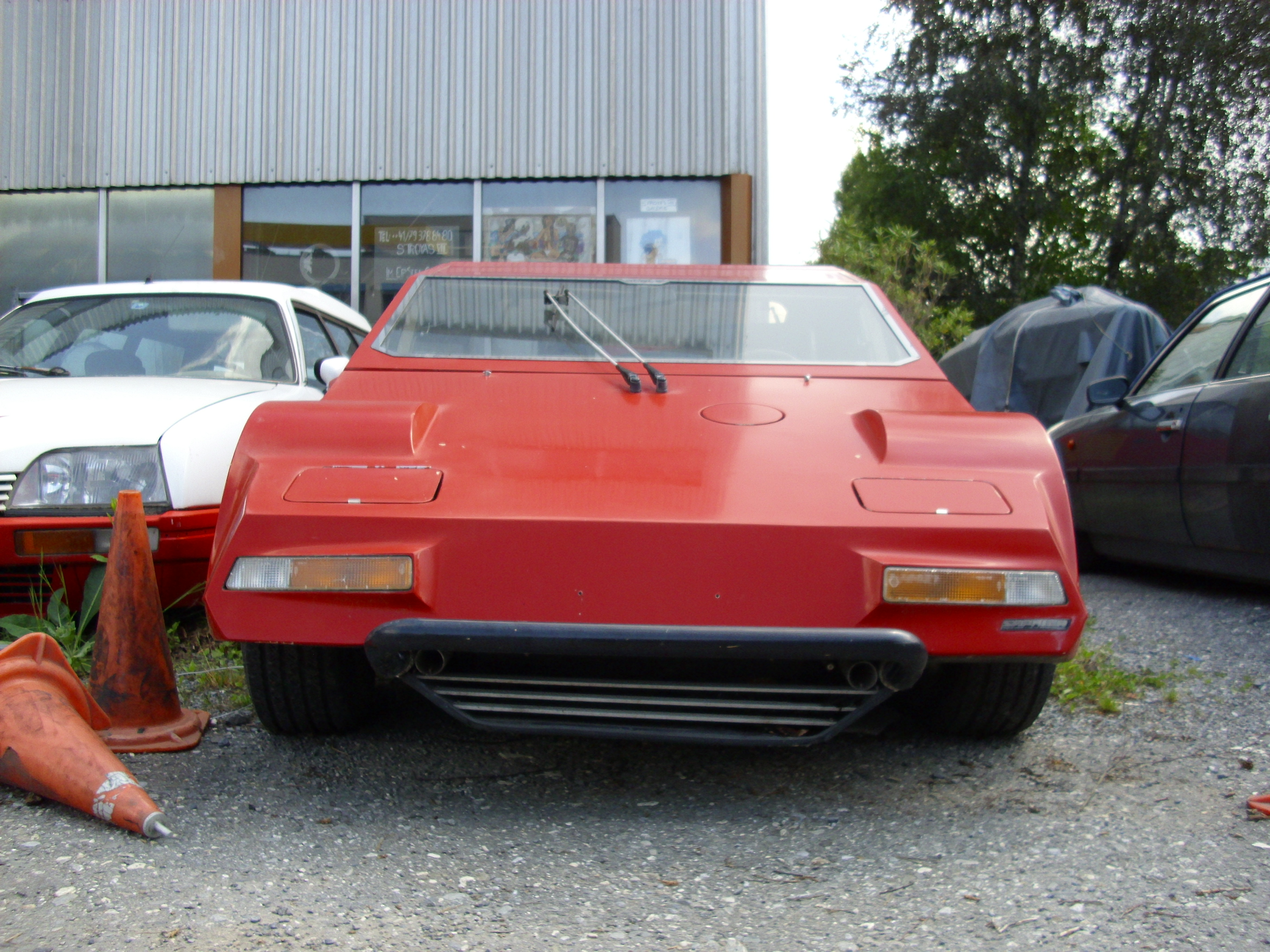
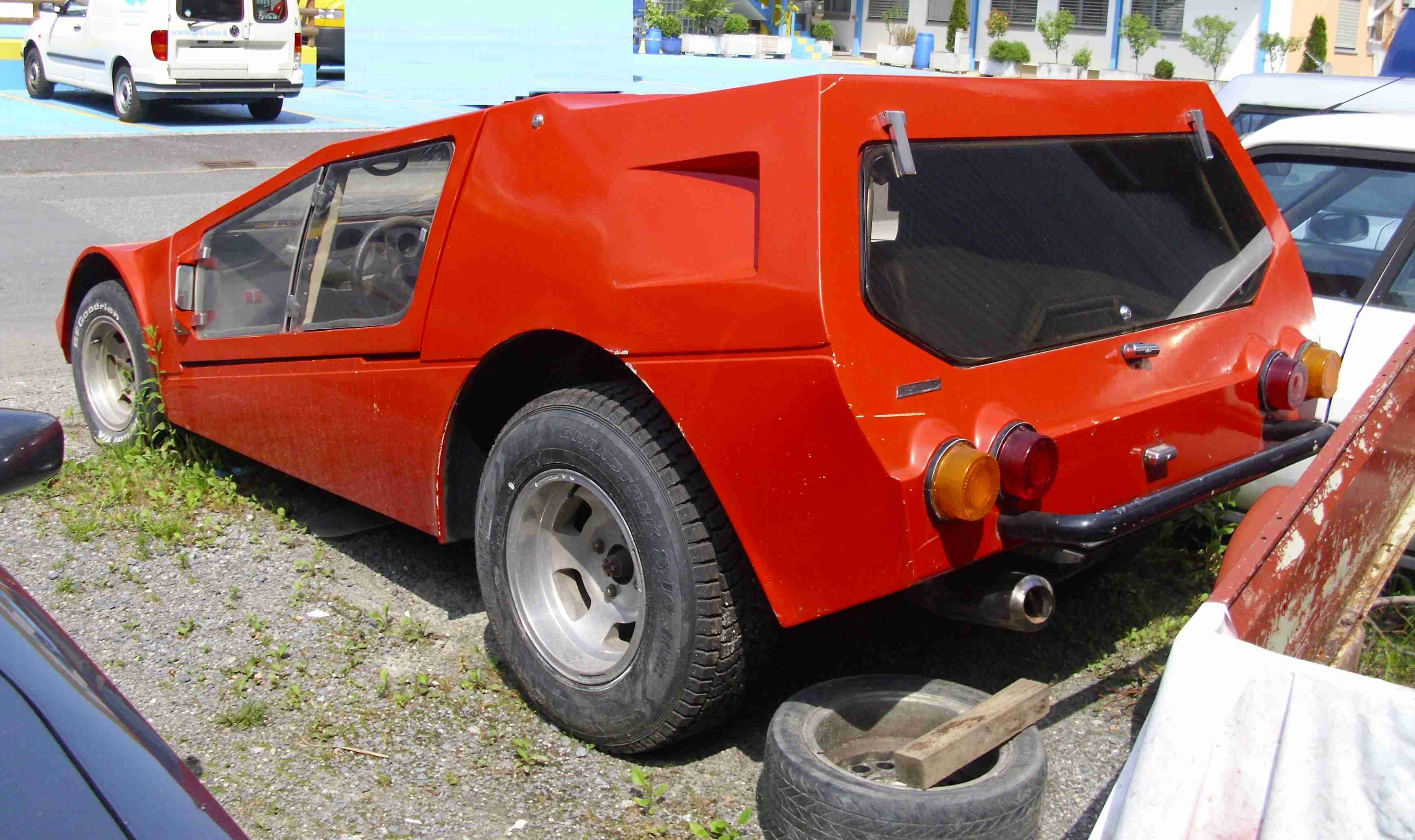
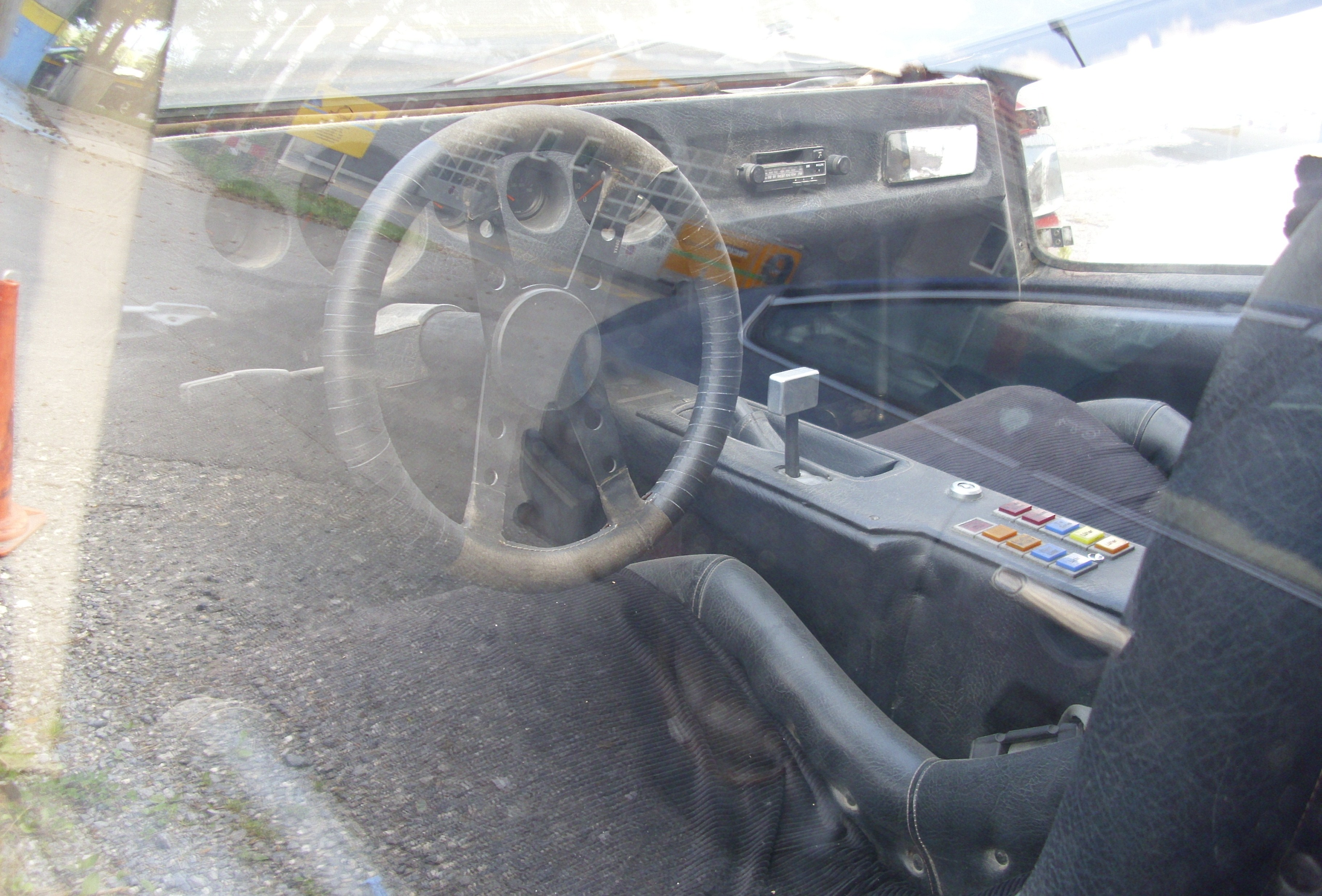
Interieur

### Jehle Artemis V12
1990 wurde dieses Modell vorgestellt, das allerdings nur eine Studie blieb. Mit einem V12-Motor mit 6500 cm³ Hubraum, der in der Basisversion 500 PS und aufgeladen 1000 PS leistete, sollte eine Höchstgeschwindigkeit von 400 km/h erreichbar sein.

## Fahrzeugtuning
Ein weiteres Standbein war der Vertrieb im nahen Osten und das Tuning von De Tomaso-Sportwagen. Jehle beschäftigte sich vornehmlich mit der Leistungssteigerung des De Tomaso Pantera, die in erster Linie durch die Installation eines oder wahlweise zweier Turbolader erfolgte; nach Werksangaben sollen dabei Leistungen von über 1000 PS erzielt worden sein. Auf Kundenwunsch wurden alternativ auch grössere Motoren mit 6,6 Litern oder 7,5 Litern Hubraum eingebaut, die mit Zylinderköpfen aus Leichtmetall und bis zu sechs Ventilen pro Zylinder versehen waren. Nach einzelnen Presseberichten wurden diese Hochleistungsmotoren auf Wunsch auch mit Katalysatoren versehen. Zudem führte Jehle Veränderungen an der Karosserie durch, zu denen in erster Linie der Anbau von Spoilern und verbreiterten Radläufen gehörten; im Innenraum konnte der Pantera durch aufwändige Lederausstattungen aufgewertet werden.
In einzelnen Exemplaren überarbeitete Jehle auch den De Tomaso Longchamp und De Tomaso Deauville, der ähnliche Modifikationen erhielt.

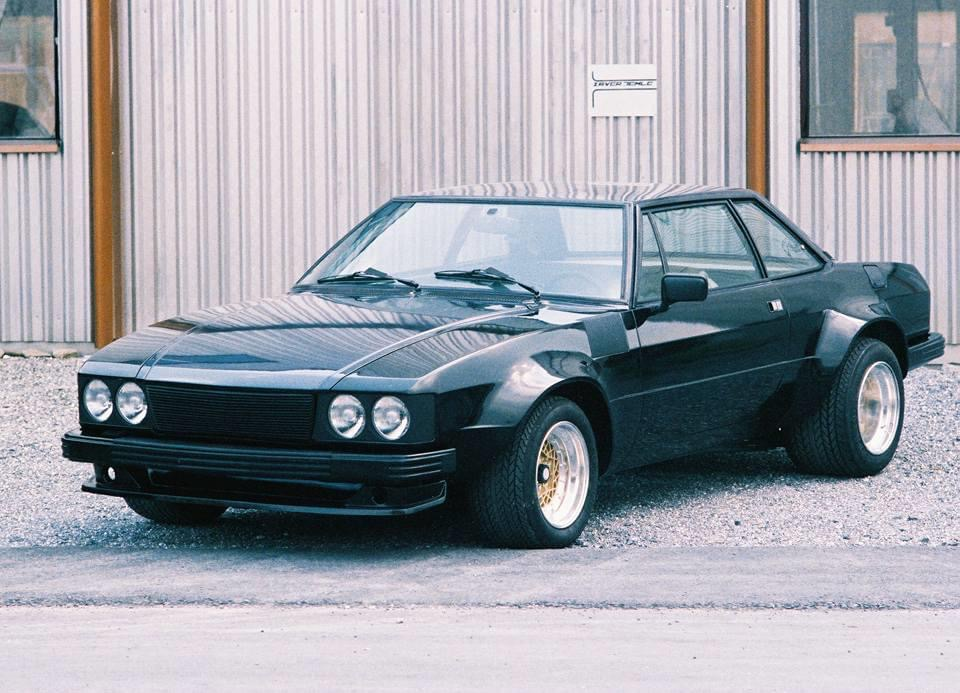
De Tomaso Longchamp Jehle
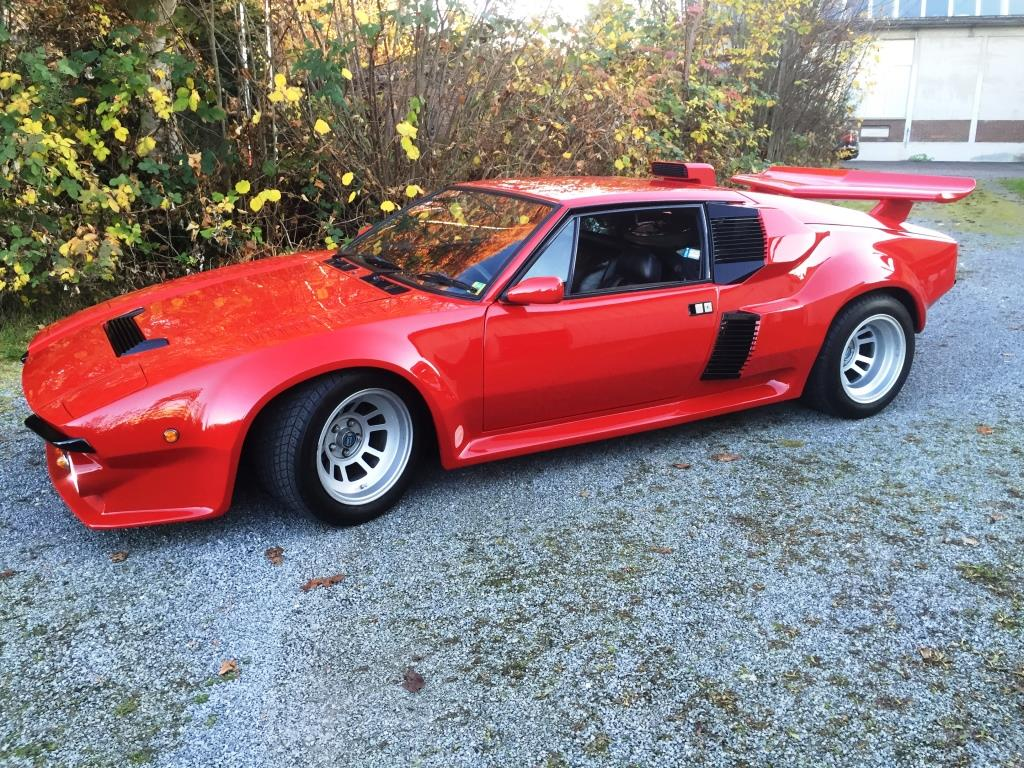
De Tomaso Pantera Jehle
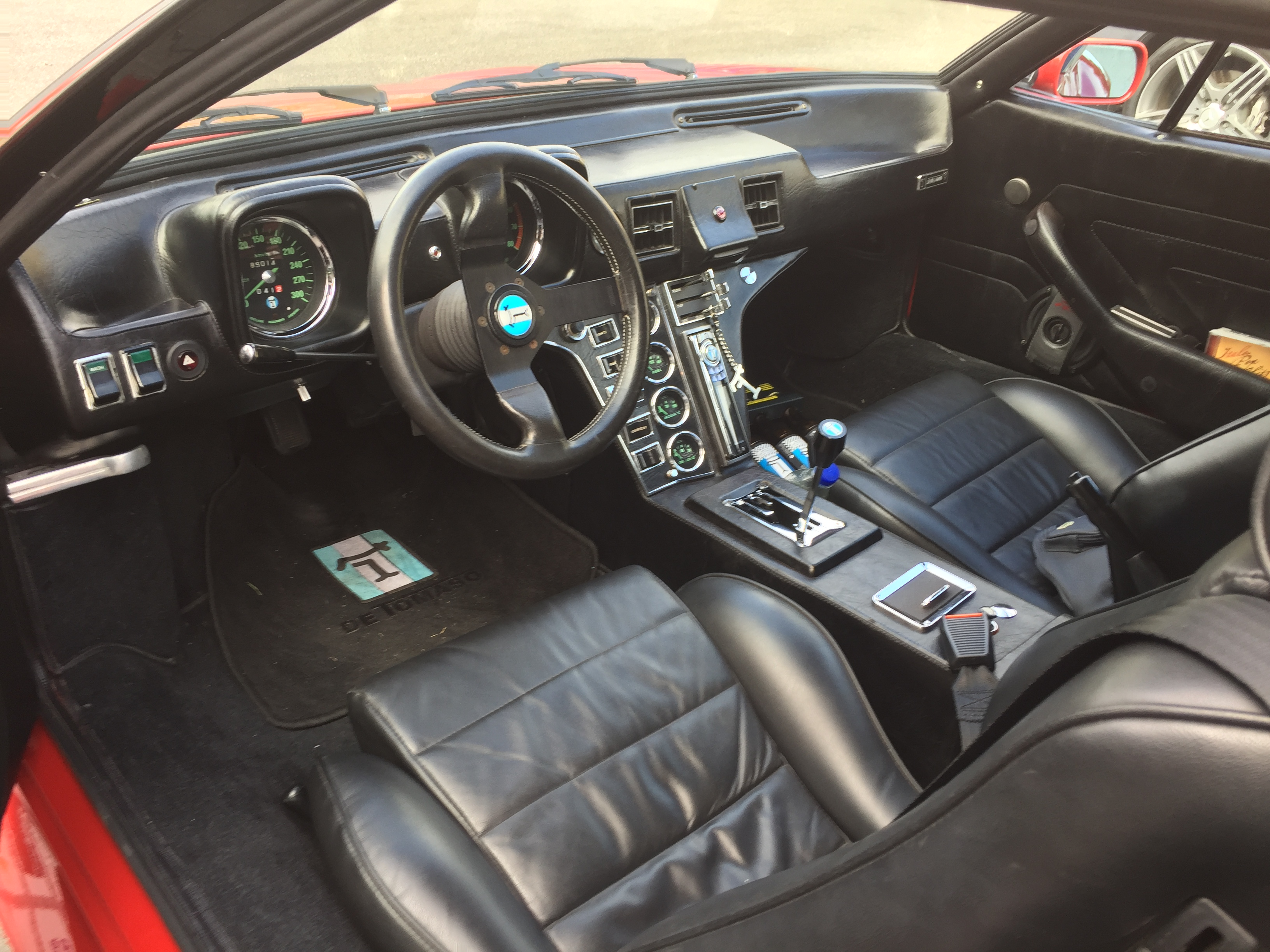
Innenansicht De Tomaso Pantera Jehle